# Robot and Monster
Robot and Monster (Robot y Monster en Hispanoamérica y España) es una serie animada de Estados Unidos transmitida por la cadena de televisión Nickelodeon. La serie es creada por Dave Pressler y coproducida por Joshua Sternin y Jeffrey Ventimilia. El elenco o las voces de la serie son Curtis Armstrong como Robot y Harland Williams como Monster. La serie empezó a producirse en 2009 y se ordenaron 26 episodios en 2010 para la primera temporada. La serie comenzó el 4 de agosto de 2012 a las 11am/10c. La serie se estrenó en Latinoamérica y Brasil el sábado 2 de febrero de 2013 a las 12:30 p. m. (en México). Se estrenó en España el 7 de febrero de 2013 en Nickelodeon.

## Sinopsis
Trabajar en la fábrica de luz intermitente es básico para Mecánicos y Orgánicos, pero Robot y Monster forman una pareja extraña, ya que es grave porque ellos siempre hacen desastre y son ridículos, pero eso no les impide ser mejores amigos. Lo hacen todo juntos, como las pruebas de aparatos, soñar con JD y Spitfire, cuidar de su mascota Marf, evitar al molesto Ogo y al arrogante hermano de Robot, y comer toneladas de tocino.

## Elenco
- Curtis Armstrong como Robot y como Marf, la mascota de Monster.
- Harland Williams como Monster.
- Maurice LaMarche como Gart, el hermano de Robot y como Perry, un amigo de la fábrica.
- Jonathan Slavin como Ogo, el amigo de Robot y Monster.

## Premios y nominaciones
| Año  | Asociación          | Categoría                                         | Nominación                                | Resultado |
| ---- | ------------------- | ------------------------------------------------- | ----------------------------------------- | --------- |
| 2013 | Daytime Emmy Awards | Outstanding Animated Program                      | Robot and Monster                         | Nominada  |
| 2013 | Daytime Emmy Awards | Outstanding Original Song - Children or Animation | "Forgiveness Song" from Robot and Monster | Nominada  |